# Claus Schmiedel

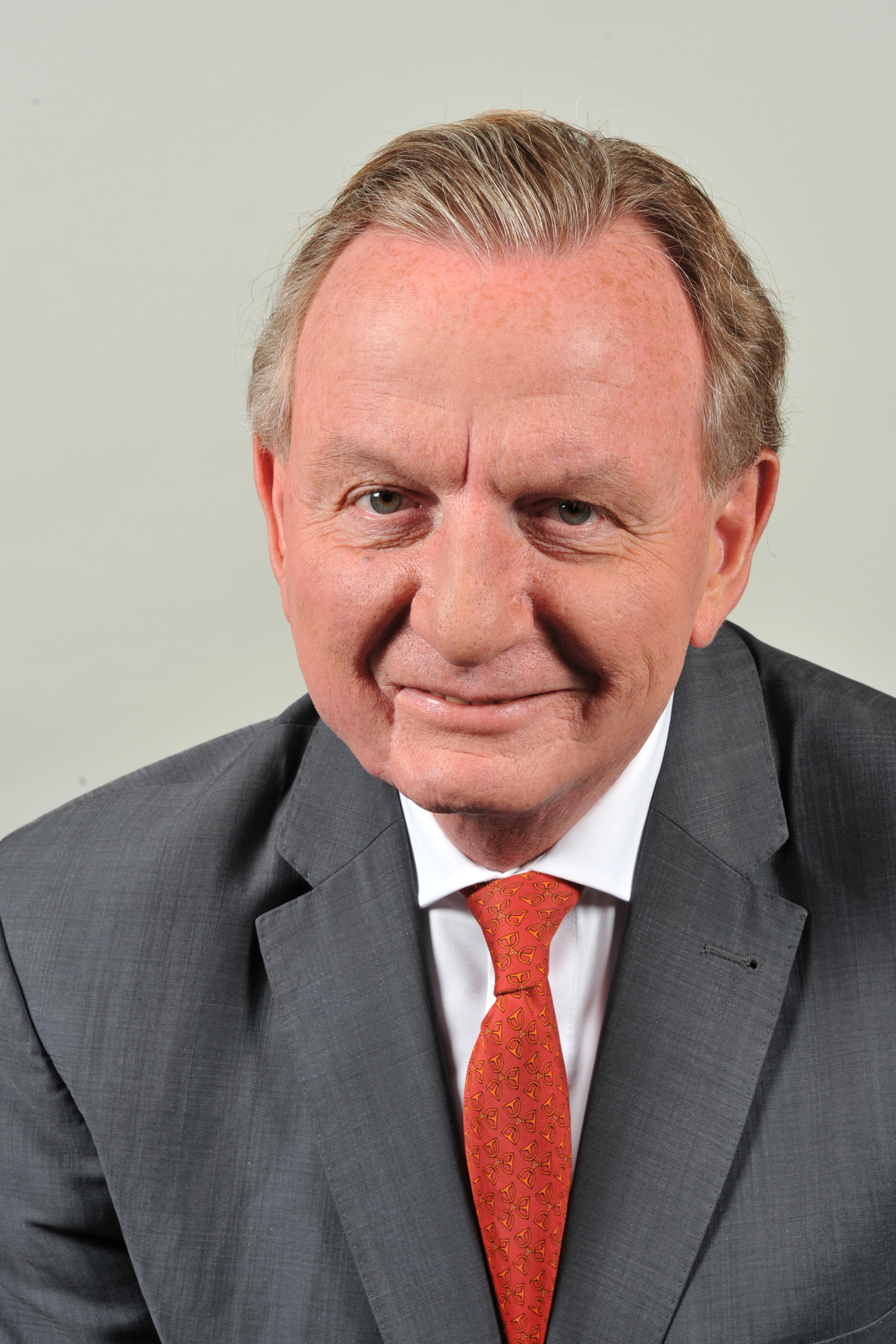
Claus Schmiedel 2013

Claus Schmiedel (* 8. März 1951 in Ludwigsburg) ist ein deutscher Politiker der SPD. Von 2008 bis 2016 war er Fraktionsvorsitzender der SPD im Landtag von Baden-Württemberg.

## Ausbildung und Beruf
Nach dem Abitur in Marbach studierte Claus Schmiedel Politikwissenschaften und Deutsch an der Universität Stuttgart und der Pädagogischen Hochschule Ludwigsburg. Bis 1992 war er als Lehrer an einer Berufsschule in Stuttgart tätig.

## Politische Tätigkeit
Schmiedel trat 1972 der SPD bei. Von 1975 bis 1991 war er Mitglied im Gemeinderat von Marbach. Von 1985 bis 1994 und erneut seit 2009 wurde er in den Kreistag des Landkreises Ludwigsburg gewählt. Er ist seit 1994 Mitglied der Regionalversammlung des Verbands Region Stuttgart. Von 1994 bis 2008 war er Vorsitzender der SPD-Fraktion. Von 1992 bis 2016 war er Abgeordneter des Landtags von Baden-Württemberg. Schmiedel vertrat den Wahlkreis 12 (Ludwigsburg) und war von 2000 bis 2008 wirtschaftspolitischer Sprecher der Fraktion. Am 10. Januar 2008 wurde er in einer Kampfabstimmung mit der knappen Mehrheit von 20 zu 18 Stimmen gegenüber dem Abgeordneten Nils Schmid zum Vorsitzenden der SPD-Landtagsfraktion gewählt. Er übernahm das Amt von Ute Vogt, die nach ihrer Wahlniederlage von 2006 parteiintern in die Kritik geraten war. Damit war Schmiedel Oppositionsführer, ehe die SPD nach der Landtagswahl 2011 gemeinsam mit den Grünen die Regierung übernahm.
Claus Schmiedel war 2009 neben Nils Schmid und Hilde Mattheis einer von drei Kandidaten für die Nachfolge von Ute Vogt als Vorsitzender des SPD-Landesverbands Baden-Württemberg. Die Mitgliederbefragung darüber gewann Schmid. Nils Schmid wurde daraufhin auf dem Landesparteitag der SPD in Karlsruhe am 27. November 2009 mit 265 von 299 Stimmen der Delegierten (88,63 %) zum Landesvorsitzenden gewählt.
Schmiedel war auf Seiten der baden-württembergischen SPD einer der vehementesten Befürworter des umstrittenen Bahnprojekts Stuttgart 21 und zeigte sich in der Folge verständnislos über die Empörung über die deutlich gestiegenen Kosten des Projekts.
Nach Bildung der Landesregierung aus Grünen und SPD 2011 behielt Schmiedel sein Amt als Fraktionsvorsitzender. Bei der Landtagswahl in Baden-Württemberg 2016 verlor Schmiedel sein Mandat und somit zum Beginn der neuen Legislaturperiode auch den Fraktionsvorsitz.

## Verfahren wegen Steuerhinterziehung
Nachdem Schmiedel seine Steuererklärung für das Jahr 2008 über vier Jahre zu spät abgegeben hatte, eröffnete die Staatsanwaltschaft Stuttgart Ende 2013 ein Strafverfahren wegen Steuerhinterziehung gegen ihn. Der Landtag stimmte der Aufhebung der Immunität im Januar 2014 zu.
Das Stuttgarter Amtsgericht stellte Schmiedel im März 2014 wegen der Überziehung der Abgabefrist daraufhin einen Strafbefehl in Höhe von 70 Tagessätzen beziehungsweise 17.500 Euro zu.

## Familie und Privates
Schmiedel ist mit der Professorin Ruth Fleuchaus verheiratet und hat vier Kinder. Er ist bekennender Anhänger des VfB Stuttgart.